# Pterolophia bilunata
Pterolophia bilunata là một loài bọ cánh cứng trong họ Cerambycidae.